# Aubepierre-Ozouer-le-Repos
Aubepierre-Ozouer-le-Repos è un comune francese di 912 abitanti situato nel dipartimento di Senna e Marna, nella regione dell'Île-de-France. È stato creato nel 1973 dalla fusione degli allora comuni Aubepierre e di Ozouer-le-Repos.

## Società

### Evoluzione demografica
Abitanti censiti